# Мавзолей Жансейита
Мавзолей Жансейи́та — архитектурный памятник кыпчакского периода (XII век). Расположен в Жездинском районе Карагандинской области Казахстана, на берегу реки Кара-Кенгир. Имеет в плане квадратную форму. Фундамент выложен из камня, верх, часть сооружения из обожжённого кирпича. Стена со входным проёмом традиционно ориентирована на Ю.-З. Фасад и купол разрушены, хорошо сохранились три стены. Длина северной и южной стен 9,8, восточной и зап. — 8,35 метров. Высота стен от 2,5 до 3,5 метров. В 10 метрах от мавзолея были найдены следы печей для обжига кирпича.